# 鄭道伝
鄭 道伝（チョン・ドジョン、てい どうでん、至正2年（1342年） - 洪武31年8月26日（1398年10月6日））は、高麗末期から李氏朝鮮初期の政治家・道学者。本貫は奉化。字は宗之、号は三峰（サムボン）。

## 略歴
父の鄭云敬は高麗の忠粛王の治世に任官してからいろんな地方官を受け持った官僚で、1359年刑部尚書に任命された。鄭道伝の故郷である丹山には彼の出生にまつわる話が伝わっている。伝説によれば、鄭云敬は占い師に10年後に結婚をすれば生まれた子は宰相になるであろうと予言された。鄭云敬はその予言を信じて10年間金剛山で修養をした。そして家に戻る途中、にわかに雨に降られ、島潭三峰の草庵に止宿した。其処で禹氏の少女に出会い、鄭云敬はその少女を娶った。そして生まれたのが道伝であるという。

### 朝鮮建国の功臣
父の友の李穡を師として学問を学んだ。1360年に科挙に合格して1363年官吏となるが、1375年に権臣の李仁任などの親元反明の政策に反対したために流刑に処される。流刑生活の中、孟子の影響を受けたとされる。1377年、流刑生活が終わって学問研究と教育に携り、1383年に李成桂（後の太祖）の幕僚となる。この時東北面（現在の咸鏡道）の李成桂を訪れ、彼の軍勢を見て「見事な軍勢でございます。さぞどんな事をも成し遂げられましょう」と言った。驚いた李成桂が「そのどんな事とは？」と聞くと、道伝は知らぬふりをして「東南の倭寇を撃つ事にございます」と答えた。
威化島回軍を経て1389年、昌王を廃して恭譲王を擁立すると功臣として封ぜられるが、1391年再び流刑に処された。1392年釈放されるが、その年4月に李成桂が遊猟中に落馬して負傷するという事件が起こった。うしろだてである李成桂が療養中のすきに鄭夢周などが「家風が不浄で家系が不確かだ」（鄭道伝の母は奴婢と『朝鮮王朝実録』に書かれている）と弾劾して、3度流刑に処された。李芳遠（後の太宗）が鄭夢周を暗殺すると釈放されて、同年7月17日李成桂を王に推戴した。

### 権力の頂点から逆賊へ
李氏朝鮮が建国された直後、すべての権限は鄭道伝に集中した。その権力は国王である太祖を凌ぐとさえ言われるほどだった。彼は開国一等功臣と認定を受けて、門下侍郎賛成事、判都評議使司事、判戸曹事、判尚瑞司事、普門閣太学士、知経筵芸文春秋館事、判義興三軍府事など、ほとんどすべての要職を兼職または歴任した。漢城遷都の以後、宮と宗廟の位置と称号、門の称号を定め、『朝鮮経国典』を著わして法制等の基礎を作った。『仏氏雑弁』を著わして崇儒抑仏政策の理論的基礎を確立した。
軍事的には「義興三軍府」の司令官として軍制を改革し、高麗後期にほとんど私兵化した軍隊を段階的に革罷して帰属させた。また陣法を新たに作り、軍事たちに厳格に徹底させた。このような軍事政策は建国直後から推進された。短期的には国防力を強化させることが目的だったが、長期的には有事の際に明に対抗するのが目的だった。

頂点にあった鄭道伝は王朝創業後酒席で「劉邦が張良を利用して王朝を創業したのではない。むしろ張良が劉邦を利用して王朝を創業したのである」と言って、太祖と自分の関係を劉邦と張良の関係になぞらえた。政治的には個人である国王が全ての実権を握るよりも、宰相を中心とした士大夫が軍事、財政、人事などを掌握し政治をリードすべきであると主張した。そのため強力な王権こそ社会の安定をもたらすと考える李芳遠（太宗）と対立した。太祖は継妃康氏との間に生まれた、当時わずか11歳の末息子の李芳碩を王世子に指名し、政権樹立に功績があった芳遠を遠ざけた。明を刺激するであろう遼東出兵を計画したが、1398年政敵であった李芳遠の軍勢に殺された。

鄭道伝の辞世の句は
| 「 | 操存省察両加功、不負聖賢黄巻中、三十年来勤苦業、松亭一酔竟成空 （志を維持し自分を省みる両方に励みつつ、聖賢の教えを裏切ることなく、三十年をも苦労し勤めてきたが、それらすべてが松亭の一杯の酒で空しく過ぎ去ってしまった。） | 」 |

であった。

## 思想
経済・農地改革
鄭道伝は流刑時代に民百姓の荒れ果てた暮らしを見てきた経験から民を哀れみ、農業と農地政策による人民の生活の安定化を目指した。その第一歩として権門世族の経済的基盤であり腐敗の温床であり百姓に酷い負担を強いていた私田を廃止し、何人かの貴族に独占された土地を再分配しようとした。鄭道伝が目指していた土地の完全国有化は実現されなかったものの、新たな農地政策である科田法に多大な影響を及ぼし所有権と徴収権の乱れや権門世族による農地の独占、そしてそれらの結果である農民の幾重もの重税の負担を解決した。これらの政策には儒教の聖賢の中でも孟子の影響が大きかったとされる。
民本と易姓革命
鄭道伝は『朝鮮経国典』で「民は至って弱きものなり。されど力を以ってこれを怯えさせることはできぬ。（民は）至って愚かなり。されど智を以ってこれを欺くことはできぬ。即ちその心を得て心服させるべし。その心を得られなければ民はすぐ去ってゆく」（下民至弱也。不可以力劫之也。至愚也。不可以智欺之也。得其心則服之。不得其心則去之）と言い、民こそが国の根本であり政治を行う王や士族は民のために存在するものとした。またこれはそのまま王としての役目を果たさず人民を苦しめる暴君を討ち人徳のある君主を立てるべきだという易姓革命にも通じ、朝鮮王朝創建の理論的な土壌を作った。しかしこれは「忠臣は二君に仕えず」と言う儒教の教えに背くものであり、鄭道伝は師の李穡や師弟の李崇仁・親友の鄭夢周など多くの保守派の士大夫から敵対される結果となった。また彼は著作の中で百姓や隠者の口を借りる形式を取り、人民の保護という自分の任務を全うせず私腹を肥やす役人や理屈ばかりを口にし聖賢の教えを実践しない腐敗した儒者を激しく批判している。
仏教への批判と崇儒抑仏政策
高麗の仏教勢力は大きな力を持ち貴族ともつながって腐敗の温床と化していた。鄭道伝は従来の仏教を批判し仏教勢力の抑制を図った。鄭道伝は『仏氏雑弁』で輪廻転生などの仏教の教理を迷信と断定、論破し、蕭衍など仏教に耽って滅んだ中国の王朝や皇帝の故事を引用し政治家は宗教に没頭してはならないし、迷信を打破すべきだと主張している。この崇儒抑仏政策は仏教徒であった李成桂ではなく奇しくも鄭道伝を殺した太宗李芳遠の手によって実現され、朝鮮で僧は下賤の身とされ漢陽に入ることを禁じられ多くの寺院が無くなった。
箕子と中国周王朝への尊崇
鄭道伝は、国家建設の正統性、国家の運営や王たる者の心得の要諦を綴った『経国大典』に「国号」の項を設け、朝鮮を「海東の国」と規定、「海東の国、其の号一つならず。朝鮮為る者三あり。曰く檀君、曰く箕子、曰く衛満、と。」といい、朝鮮征服後、箕子朝鮮を建国した中国殷王朝の政治家箕子を「周武王の命を受けて美しい国朝鮮の侯に封じられた」者と讃え、孔子が「（中国周王朝の東遷を）東周となした」といったことに準え、朝鮮を周王朝の流れに位置づけ、周王朝をモデルにした国家の建設を推進し、「藍より出でて藍よりも青い」周王朝を超越する儒教的政治・儒教制度を構築する。鄭道伝は、まず人君の在り方として「仁」を中核に据え、『経国大典』「正宝位」において、王位を継承していく要諦として、『易』繋辞下の「天地の大德を生と曰ひ、聖人の大宝を位と曰ふ。何を以てか位を守らん。曰く、仁、と。」に依り、人君たる王の「仁」を強調する。

## 人物
- 妥協を許さない苛烈な面があり、儒教の教えに背く者や異端と見なした人物は許さず成敗した。彼の改革は師の李穡や師弟の李崇仁など多くの友人にも反感を買ったが鄭道伝はこれらの者も容赦なく粛清し、李崇仁は鄭道伝に殺され、李穡も不慮の死を遂げた。特にかつての恩師である李穡に対する仕打ちは凄まじいものがあり、朝廷で李穡を島流しにする案が上がると鄭道伝は李穡の流刑地をある無人島にしようとした。役人が「その島には人が住んでいません」と答えて難色を示すと、鄭道伝は「だからそこへ島流しとは、即ち海に投げ入れることである」と恐ろしいことを言い出したが李穡の流刑地が他の場所に決まって鄭道伝の計画は挫折した[2]。また人を一度憎むようになったら許さなかった。鄭道伝の母の禹氏の母は奴隷と僧の密通により生まれた卑しい身分であった。士大夫の禹玄宝はその禹氏の一族でありこれを知っていたため、鄭道伝は自分の出自を知る禹玄宝がこれを噂したと思い込んで彼を恨み、禹玄宝の息子を三人も殺したとされる。しかしこれは曲筆の多い太宗実録の記録であり、禹玄宝は鄭道伝の政敵の鄭夢周や李芳遠側についた人物でもあるため鵜呑みにはできない。ともかく彼の性格が苛烈だったことは事実で、第一次王子の乱の時一緒に殺された同志の南誾さえも「道伝は人に恨みを買い斬られたのだ」と言っている[2]。

- 死の直前、李芳遠に命乞いをし、地を這いずりながら無様に殺されたとされるが、これは潔い彼の辞世や「短剣を隠し持っていた」という同記録の内容と全く辻褄が会わないため、これも鄭道伝の人格を貶める為の曲筆とされる[誰によって?][2]。

- また見た目を飾らない適当な面もあり、ある日は半足は白く、半足は黒い靴を履きそのまま馬に乗って宮殿に出向いた。そんな格好の彼を役人が止めそれをそっと知らせると、鄭道伝は笑って｢左からは白いものだけが見え、右からは黒いものだけが見えるはずだ。心配は無用である｣と言いそのまま一日をすごしたという[7]。

- 父の鄭云敬からの教えにより生涯私腹を肥やすことはなく、流刑時代には友人たちにも見捨てられ貧しい生活に苦しんだ。妻の崔氏が鄭道伝に自身の窮状を訴える手紙を送ったことがあり、彼はもう少しだけ辛抱するよう妻を慰めている。この清廉さは建国以後権力を手にしても変わらなかった。唯一生き残った嫡男の鄭津もまた清廉潔白な政治家として有名であり、鄭津が死んだ後世宗は特別にその葬儀を行うため使者を送り、『実録』にもその人格を記録している。

- 高麗最後の忠義の士として知られる鄭夢周とは同じ儒学者でもあり学生時代から互いを励まし合う親友であった。多くの友人が鄭道伝を見捨てた流刑時代にも鄭夢周は彼を決して見捨てることはなく、鄭夢周が「異端である仏教に耽っており儒者の風上に置けぬ者である」と非難を受けると鄭道伝は彼を励まし弁護している[8]。しかし高麗王朝打倒を目指す鄭道伝と高麗王朝を死守すべく奔走する鄭夢周とは相容れない関係になっていき、結局彼らは命を賭して戦う政敵になってしまった。後に鄭夢周は鄭道伝の母側の出自を理由に彼を粛清しようとしたが、途中で李芳遠に暗殺されたため鄭道伝は政界に復帰した。

## 再評価
朝鮮開国後李芳遠の政敵だったことから長い間反逆者として扱われた。しかし1791年、鄭道伝の学問を再評価した正祖の命で、彼の文集である『三峰集』が再刊行された。1865年興宣大院君が景福宮を重建しながら、漢陽の設計者であり景福宮建築を指揮した鄭道伝の勲爵を回復させ、1870年「文憲」という諡号を受けた。
しかし政敵の李芳遠やその臣下たちにも鄭道伝の業績自体は認められており鄭道伝の政策の多くは太宗李芳遠によって実現した。そして三人の息子のなか二人は父と一緒に殺されたが、嫡男の鄭津は下賤の水軍に落とされたものの一命を取りとめ、後で人々の嘆願により官位と身分を回復し父の著作を集めて『三峰集』にまとめている。これは鄭道伝の罪状が国家に対する反逆ではなく、「王族を陥れようとし、嫡男と庶子の区別を乱した」という曖昧な物であり、一族皆殺しには至っていないおかげである。また朝鮮の法律や当時の常識からすると、反逆者にしては極めて異例の穏便な処置であり、李芳遠が鄭道伝を認めていた証拠の一つともいえる。
韓国メディアでは朝鮮の設計者と呼ぶこともある。
2005年、盧武鉉大統領はKBS（韓国放送公社）の番組に出演し「鄭道伝を見習いたい」と語った。

## 鄭道伝が登場する作品

### テレビドラマ
- 開国（1983年、KBS）演：キム・フンギ
- 龍の涙（1996年、KBS）演：キム・フンギ
- 鄭道伝（2014年、KBS）演：チョ・ジェヒョン
- 六龍が飛ぶ（2015年-2016年、SBS）演：キム・ミョンミン
- 太宗イ・バンウォン（2021年-2022年、KBS）演：イ・グァンギ